# Genèse du jeu vidéo
Vous lisez un « bon article » labellisé en 2017.
Pour un article plus général, voir Histoire du jeu vidéo.
La genèse du jeu vidéo est la première période de l'histoire du jeu vidéo marquée de nombreuses inventions technologiques, qui puise ses sources depuis la création des premiers jeux mécaniques et électroniques dans les années 1940 et s'étend jusqu'à l'explosion des jeux vidéo, et sa démocratisation enclenchée en 1972 avec Pong et la commercialisation de la première console de jeux vidéo de l'histoire destinée au marché des jeux à domicile, l'Odyssey.
Les premières créations datent de 1947 avec Cathode-ray tube amusement device, le premier jeu électronique interactif connu, puis du début des années 1950 avec Bertie the Brain, le Nimrod, le premier jeu possédant un écran électronique intitulé OXO, le programme de dames de Christopher Strachey, et Tennis for Two, le premier jeu, datant de 1958, possédant des graphismes mis à jour en temps réel. Parallèlement, l'intelligence artificielle se développe en particulier par le biais de programmes d'échecs comme Turochamp, le programme d'échecs de Dietrich Prinz ou le programme de dames d'Arthur Samuel. À mesure que la technologie s'améliore, les ordinateurs deviennent plus petits et plus rapides. À la fin des années 1950, les employés des universités et les étudiants de premier cycle ont la possibilité d'utiliser les ordinateurs. Ces nouveaux programmeurs créent des jeux à des fins non académiques, conduisant à la sortie de Spacewar! en 1962, l'un des premiers jeux informatiques numériques connus à être disponible en dehors d'un seul institut de recherche. Parallèlement, l'armée américaine développe de nombreuses simulations de jeu de guerre sur ordinateur, ce qui suscite la création de simulations économiques dans le civil.
Jusqu'à la fin des années 1960, les jeux sur ordinateurs numériques sont créés par des programmeurs de plus en plus nombreux et parfois vendus dans des catalogues. Au fur et à mesure que l'audience de ces jeux vidéo s'étend à plus d'une douzaine d'établissements de recherche, conjointement avec la baisse des coûts des ordinateurs, l'apparition des langages de programmation tels que le BASIC, qui fonctionnent sur de multiples types d'ordinateurs, une plus grande variété de jeux commence à être développée notamment sur ordinateurs centraux. Le début des années 1970 voit l'apparition des premiers jeux d'arcade, avec la mise sur le marché de Galaxy Game et le premier d'entre eux largement disponible nommé Computer Space. Les jeux vidéo entrent dans une nouvelle ère en 1972, constituant le départ de l'industrie du jeu vidéo commercial, avec la sortie du jeu d'arcade Pong, un immense succès commercial, et la première console de jeux vidéo à domicile, la Magnavox Odyssey, qui lance la première génération de consoles de jeux vidéo.

## Contextualisation

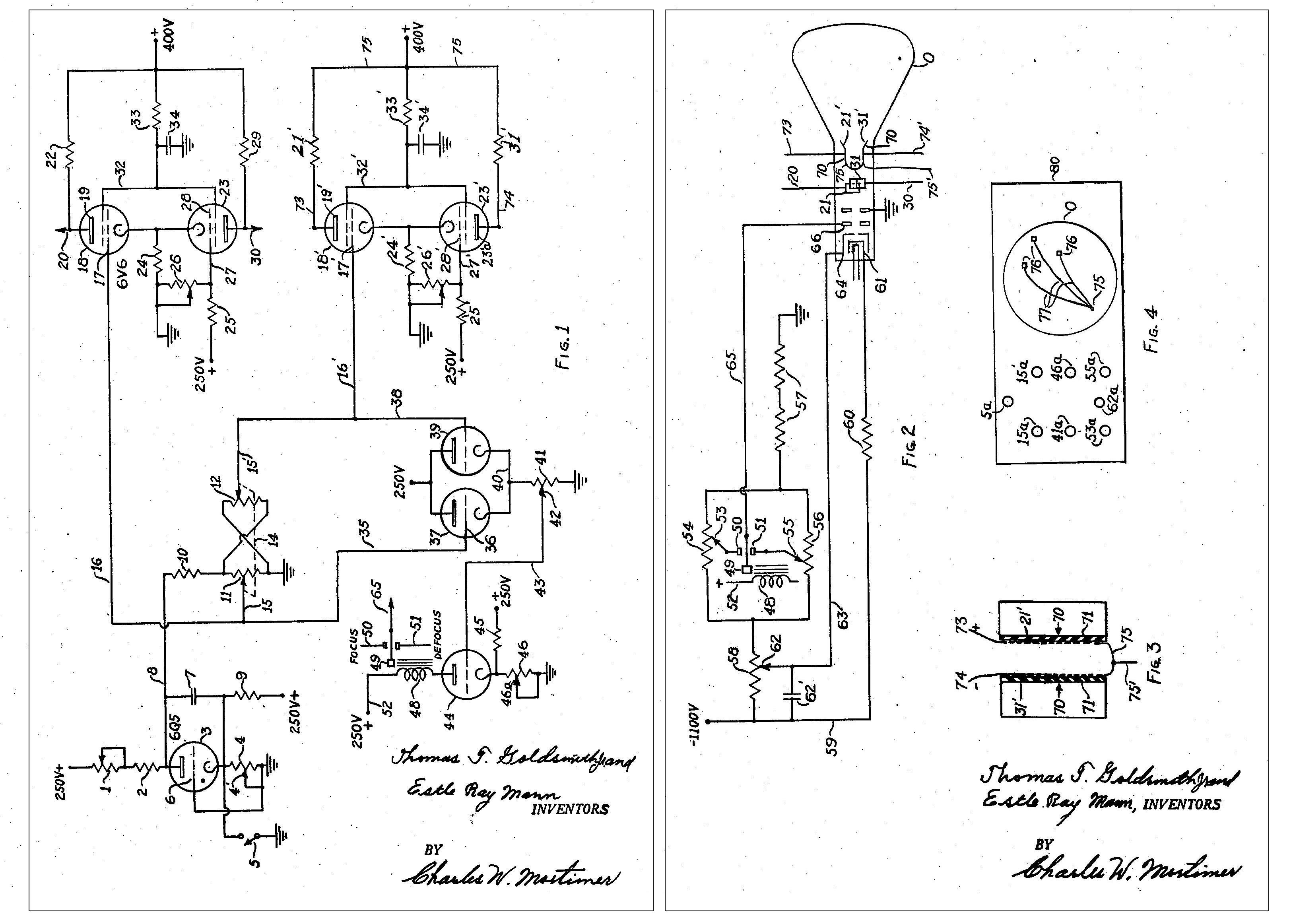
Schémas de circuits figurant sur le brevet du Cathode-ray tube amusement device.

L'expression « jeu vidéo » a évolué au long de son histoire, passant d'une définition purement technique à un concept général définissant un nouveau type de divertissement interactif. Techniquement, un jeu vidéo doit comporter la transmission d'un signal vidéo à un tube cathodique affichant des images rastérisées sur un écran. Cette définition éclipse cependant les premiers jeux sur ordinateur qui livrent leurs résultats sur papier via des imprimantes ou des téléscripteurs, plutôt que par le biais d'affichage sur un écran. Elle écarte également tous les jeux sur écran à affichage vectoriel, ceux sur écran moderne en haute définition et la plupart de ceux fonctionnant sur consoles portables. Du point de vue technique, ces jeux n'entrant pas dans cette définition peuvent être désignés par les expressions « jeu électronique » ou « jeu sur ordinateur ».
À partir de la fin des années 2000, l'expression « jeu vidéo » perd complètement l'aspect technique de sa définition et englobe tout jeu fonctionnant via un circuit électronique logique qui comporte un aspect d'interactivité, et affiche sur un écran le résultat des actions d'un joueur. Prenant en compte cette définition plus large, les premiers jeux vidéo de l'histoire apparaissent au début des années 1950, en grande partie liés à des projets de recherches universitaires et de grandes entreprises. Cependant, ces jeux n'ont que peu d'influence les uns sur les autres à cause de leur but initial, qui consiste à réaliser la promotion de nouvelles technologies ou de matériels universitaires, plutôt que de proposer un divertissement.
Parmi les ancêtres de ces jeux, figure le Cathode-ray tube amusement device, le plus ancien jeu électronique interactif connu, et le premier jeu à utiliser un écran à tube cathodique. Le jeu simule un tir d'artillerie sur l'écran d'un tube cathodique connecté à un oscilloscope, et le joueur peut influer sur la trajectoire de l'obus à l'aide de boutons et d'interrupteurs. Le matériel est purement électronique analogique et n'utilise aucun ordinateur digital ou mémoire, ni n'exécute un programme. Le concept est breveté en 1947 par les physiciens Thomas T. Goldsmith Jr. et Estle Ray Mann. Goldsmith et Mann travaillent chez DuMont Laboratories, un fabricant américain de matériel de télévision, et l'idée potentielle derrière le jeu est d'utiliser une télévision en tant qu'affichage et donc vendre cette invention au grand public. Cependant, le brevet, le premier d'un jeu électronique, n'est pas exploité par ses inventeurs ou DuMont Laboratories, et n'a jamais été lancé en production, mis à part le prototype construit à la main par ses créateurs,,. En outre, l'absence de circuits électroniques logiques empêche le Cathode-ray tube amusement device d'être considéré comme le premier jeu vidéo de l'histoire. Durant la même période, Alan Turing et D. G. Champernowne écrivent en 1948 le plus ancien programme connu de jeu sur ordinateur. Intitulé Turochamp, cette simulation d'échecs n'est cependant pas implémentée sur un ordinateur, à cause d'une trop grande complexité du code et de la faible puissance des premiers ordinateurs existants à l'époque. Turing le teste en 1952, mais ne peut que simuler à la main les calculs normalement pris en charge par l'ordinateur.

## Premiers jeux

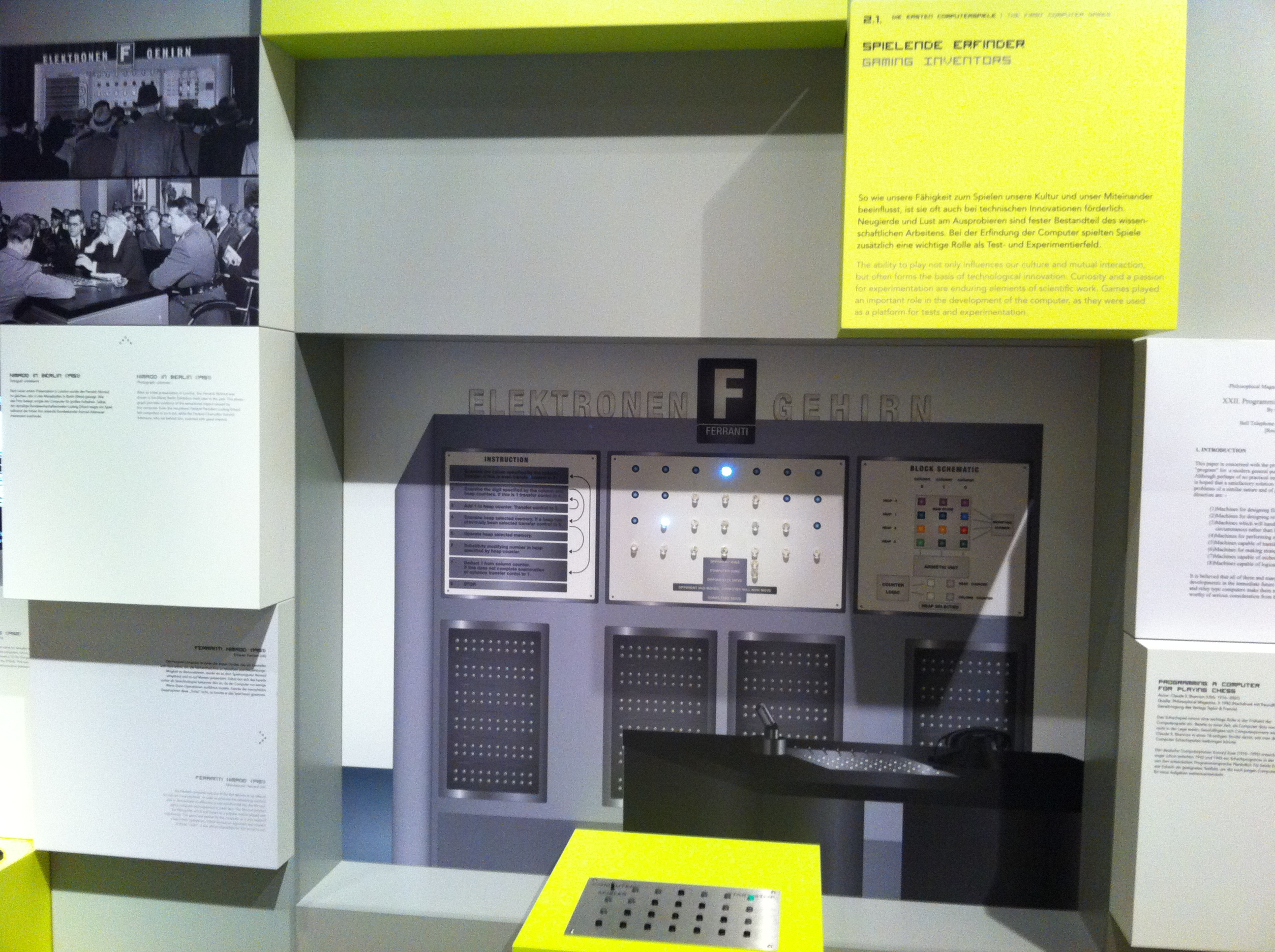
Reproduction du Nimrod.

La première présentation publique d'un jeu électronique a lieu en 1950 lors de l'Exposition nationale canadienne. Bertie the Brain est un jeu de tic-tac-toe conçu par Josef Kates et présenté lors de cette exhibition pour promouvoir un nouveau tube électronique miniature qu'il a lui-même conçu, le tube Additron. L'imposant ordinateur haut de quatre mètres, conçu avec l'aide d'un collaborateur de chez Rogers Majestic, permet uniquement de jouer au tic-tac-toe grâce à un système d'allumage de plusieurs séries d'ampoules,. Pendant les deux semaines d'exposition, le jeu reçoit un accueil très positif et sa présentation est un succès. On peut voir à ce moment-là des visiteurs qui font la queue afin pouvoir jouer, alors que Kates ajuste le niveau de difficulté en fonction de chaque joueur. Par la suite, l'ordinateur est démonté puis largement oublié, restant considéré comme une curiosité. Kates déclare qu'il travaillait sur tellement de projets à la fois qu'il n'a pas eu le temps de s'occuper de sa préservation, en dépit de son importance.
Un an plus tard, l'ordinateur Nimrod, créé par l'entreprise d'ingénierie et de développement informatique naissante nommée Ferranti, est présenté lors du Festival of Britain à partir de mai 1951, puis pendant trois semaines durant le mois d'octobre suivant en Allemagne, lors de l'Exposition industrielle de Berlin. D'une taille de douze pieds de large (3,7 mètres) sur neuf pieds et de cinq pieds de haut (1,5 mètre), et doté d'un panneau d'affichage avec des ampoules, il est conçu pour jouer uniquement au jeu de Nim. Le joueur utilise un pupitre et appuie sur des boutons correspondant à chaque ampoule pour réaliser son coup,. Le Nimrod est inspiré d'une machine de jeu de Nim nommée Nimatron, qui fut construite, par Edward Condon et deux assistants, chez Westinghouse Electric, puis présentée lors de la Foire internationale de New York de 1939-1940. Le Nimatron est composé de relais électromécaniques et pèse plus d'une tonne. Le Nimrod est au départ prévu pour promouvoir la conception d'ordinateur par Ferranti et les compétences de l'entreprise en matière de programmation, plutôt que de proposer un divertissement. Cependant, les visiteurs du festival sont plus intéressé par le jeu que la logique qu'il y a derrière. Aucun autre jeu ou divertissement n'est par la suite réalisé par l'entreprise.

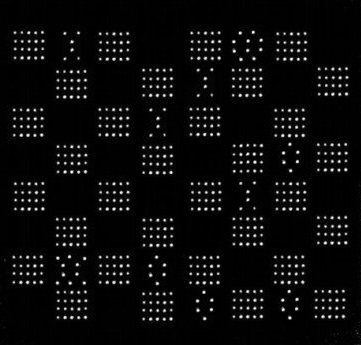
Reproduction moderne du programme de dames de Christopher Strachey, fonctionnant pleinement en 1952 sur Ferranti Mark I.

À la même époque, des jeux non-visuels sont développés dans des laboratoires de recherche informatique. Par exemple, Christopher Strachey développe une simulation de jeu de dames sur le prototype Pilot ACE, qu'il parvient à faire fonctionner pour la première fois en juillet 1951 au National Physical Laboratory en Angleterre, puis pleinement à une vitesse raisonnable en 1952 lorsqu'il le porte sur l'ordinateur plus puissant Ferranti Mark I. C'est le premier jeu sur ordinateur à but général connu, en comparaison à des machines spécialement dédiées comme Bertie the Brain,. Le programme de dames de Strachey inspire Arthur Samuel, qui développe son propre programme de jeu de dames en 1952 sur IBM 701. Des versions successives du programme développent rudimentairement l'intelligence artificielle jusqu'en 1955, puis une version est présentée à la télévision en 1956,,. Le pionnier de l'informatique britannique Dietrich Prinz crée un programme informatique de jeu d'échecs, qui fonctionne pour la première fois en novembre 1951 sur l'ordinateur Ferranti Mark I de l'université de Manchester. Il s'agit du premier programme informatique de jeu à fonctionner sur un ordinateur, en particulier, le premier ordinateur à usage commercial, seulement précédé par le programme d'échecs théorique d'Alan Turing, intitulé Turochamp. Il fait également partie des précurseurs de l'intelligence artificielle. Les capacités limitées du Ferranti Mark I ne permettent pas de jouer une partie d'échecs classique contre l'ordinateur et obligent Prinz à mettre en œuvre seulement le final, en particulier les mats en deux coups,,. À la même période, RAND Corporation développe plusieurs simulations militaires et économiques dans le civil sur ordinateurs. Les premières sont destinées aux dirigeants militaires, ce qui leur permet de s’entraîner à gérer divers conflits ou apprendre la gestion de conflits et de forces armées. Une des simulations les plus connues est Hutspiel en 1955. Durant les années 1960, l'armée américaine réalise une série de simulations notables nommées Sigma. Les simulations les plus remarquables sont Sigma I-64 et Sigma II-64, conçues en 1964 et qui prévoient une défaite des armées américaines, mais aussi des problèmes de politique intérieure aux États-Unis,,. Toutes ces simulations militaires ne sont pas réellement des jeux vidéo dans la mesure où un humain doit interpréter les ordres des joueurs et les résultats, et les ordinateurs ne gèrent que les choix des ennemis.

## Jeux visuels interactifs

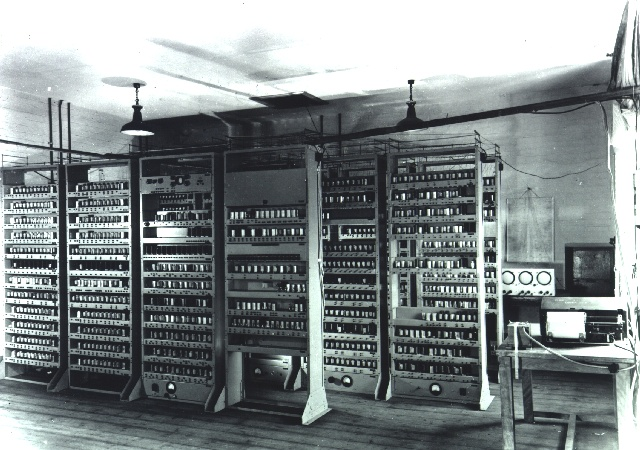
L'EDSAC en 1948, sur lequel fonctionne le premier jeu à proposer un affichage graphique nommé OXO.

Le Britannique Alexander S. Douglas conçoit en 1952 un jeu de tic-tac-toe appelé OXO (Noughts and Crosses), fonctionnant sur l'EDSAC. Douglas programme le jeu dans le cadre de sa thèse sur les interactions homme-machine pour obtenir son philosophiæ doctor à l'université de Cambridge. L'EDSAC est l'un des premiers ordinateurs à disposer d'une mémoire vive et possède trois tubes cathodiques qui lui permettent d'en afficher l'état. Douglas en utilise un pour afficher des informations destinées à l'utilisateur, dont notamment la grille du jeu. Le joueur utilise le cadran d'un téléphone afin de renseigner son choix, puis l'ordinateur choisit son coup. Après avoir rempli sa fonction, le jeu n'est pas conservé,,,,. Alors que Douglas termine le développement d'OXO, Christopher Strachey parvient en juillet 1952 à faire fonctionner sur un Ferranti Mark I un programme de dames, écrit en 1951, qui affiche sur un écran cathodique le déroulement de la partie. Ces deux jeux sont les premiers à proposer un affichage visuel sur un écran électronique, l’antériorité de cette innovation étant généralement attribuée à OXO. Ce dernier est donc considéré comme le premier jeu vidéo de l'histoire par la plupart des historiens du domaine, bien que certains observateurs estiment qu'il est en réalité difficile de déterminer lequel des deux est le premier à être fonctionnel. De plus, l’absence de mouvements et de mise à jour en temps réel de ses graphismes excluent OXO de certaines définitions du jeu vidéo, ce qui vaut à Tennis for Two d’être parfois considéré comme le précurseur en la matière,,.
Le premier jeu à intégrer des graphismes mis à jour en temps réel, plutôt que seulement lorsque le joueur effectue un mouvement, est un jeu de billard nommé Pool, spécialement programmé par William Brown et Ted Lewis pour une démonstration de l'ordinateur MIDSAC (Michigan Digital Special Automatic Computer) construit par l'université du Michigan en 1954. Le développement du jeu dure six mois. Le jeu reproduit une canne de billard, contrôlée par un joystick et un bouton, et un triangle de quinze boules sur la table, le tout dans une vue de dessus. L'ordinateur calcule les mouvements des boules en fonction de leurs déplacements sur la table et des collisions entre elles, et les fait disparaitre lorsque certaines rentrent dans des trous. Les graphismes sont continuellement mis à jour quarante fois par seconde, afin de montrer les mouvements en temps réel. À l'instar des précédents jeux créés, Pool est destiné principalement à mettre en valeur la puissance de calcul de l'ordinateur MIDSAC.

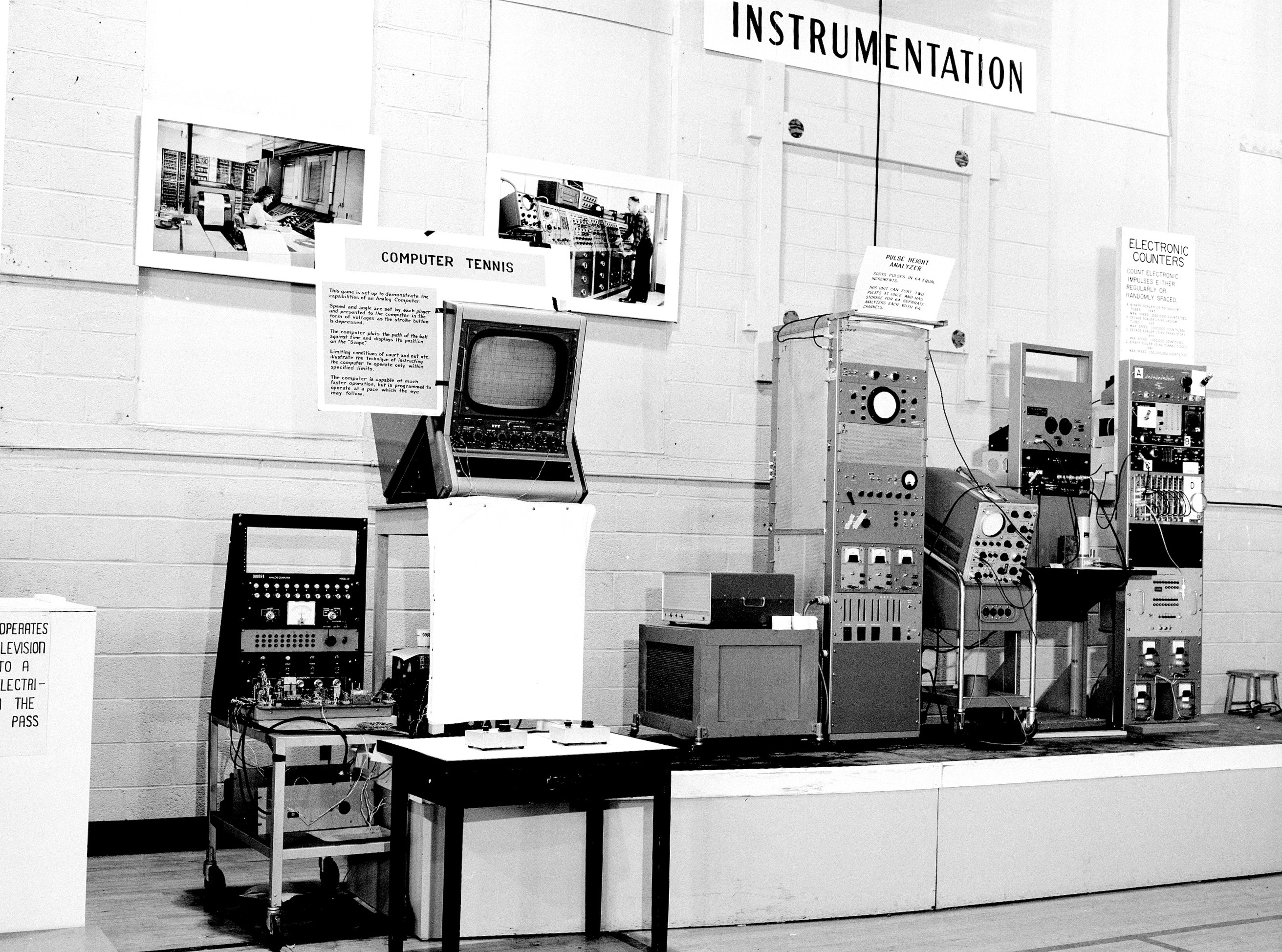
Présentation de Tennis for Two en 1959, avec un grand oscilloscope et des explications textuelles.

Si d'autres jeux d'échecs et de dames sont dès lors mis au point, l'étape marquante suivante est, en 1958, Tennis for Two, probablement le premier jeu de tennis créé uniquement pour divertir et non pour vanter les mérites d'une technologie. Il est conçu par le physicien américain William Higinbotham pour proposer un divertissement aux visiteurs lors des portes ouvertes du laboratoire national de Brookhaven. Le jeu est développé sur un ordinateur analogique Donner Model 30 dédié et relié à un oscilloscope qui sert d'écran,,. Il propose un jeu de tennis vu de côté dans lequel les joueurs contrôlent l'angle de la balle grâce à des manettes reliées à la machine. Le jeu calcule en temps réel et simule la trajectoire de la balle, qui peut tout à fait toucher le filet. Tennis for Two est présenté pour la première fois le 18 octobre 1958 où des centaines de visiteurs font la queue pour y jouer. Fort de sa popularité, une version améliorée du jeu est présentée l'année suivante, comportant un écran plus grand et une fonctionnalité permettant de faire varier la gravité. Par la suite, le jeu est démonté afin de récupérer les pièces détachées. Alors que le jeu ne présente aucune innovation dans sa conception de jeu ou dans son développement technologique, son statut de jeu axé sur le divertissement plutôt que sur un projet académique ou une démonstration technologique, le mène à être considéré comme l'un des premiers véritables jeux vidéo, répondant à la définition qui en est communément faite.

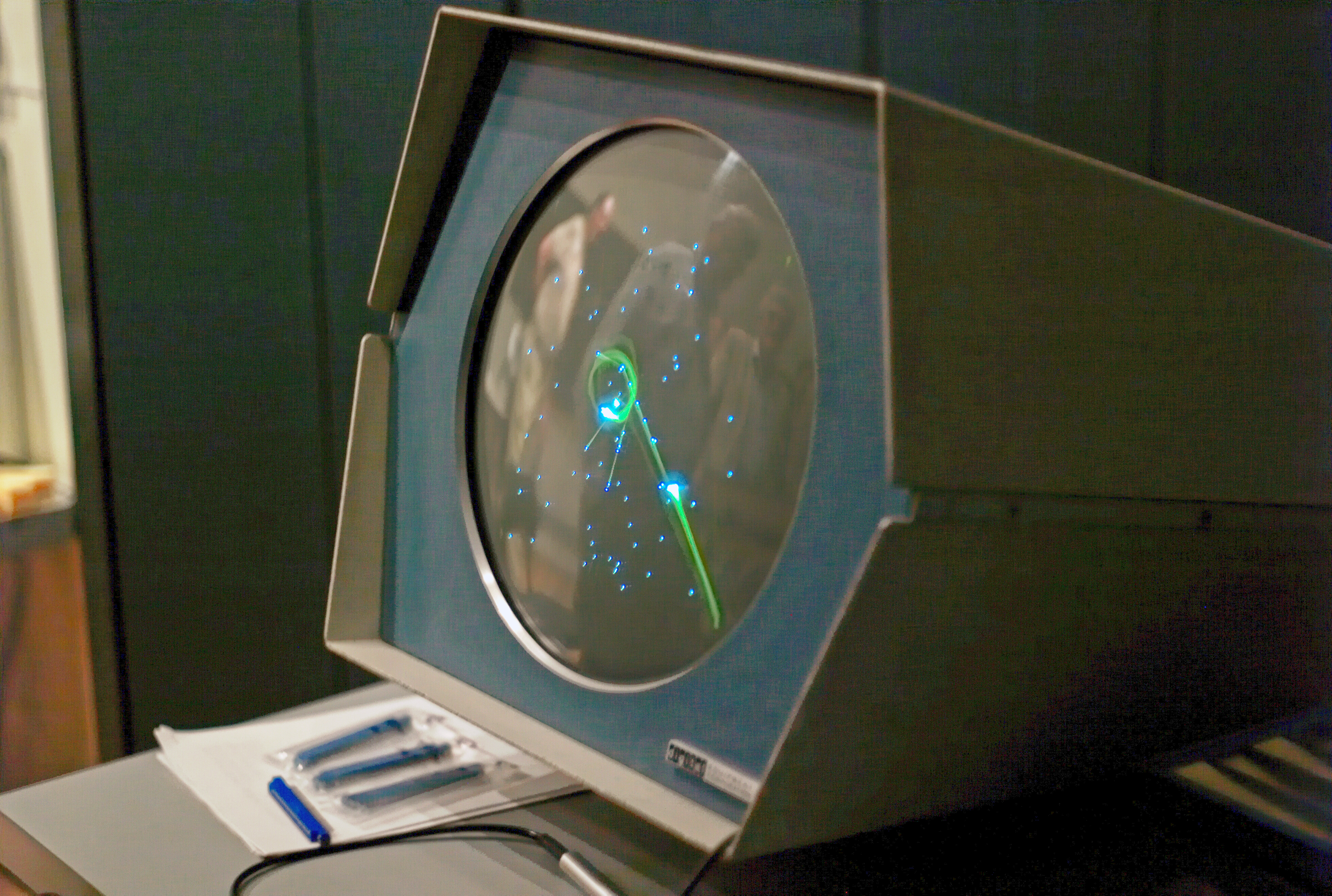
Spacewar! fonctionnant sur l'ordinateur PDP-1 conservé au Musée de l'histoire de l'ordinateur (Mountain View, Californie).

Pendant les années qui suivent, de 1957 à 1961, plusieurs jeux sur ordinateur sont créés dans un contexte de recherche académique sur la programmation et l'informatique. Les ordinateurs, qui deviennent plus petits, basés sur des transistors, permettent de programmer des jeux avec un système de jeu en temps réel plutôt qu'une exécution par lots des opérations. Quelques programmes sont cependant réalisés pour présenter la puissance des ordinateurs sur lesquels ils fonctionnent, le plus souvent par des étudiants de premier cycle comme au Massachusetts Institute of Technology, où ils ont parfois la possibilité de développer des jeux sur l'ordinateur expérimental TX-0,. Ces jeux visuels interactifs sont créés par une communauté de programmeurs, dont nombre appartiennent au Tech Model Railroad Club (TMRC), une association d'étudiants du MIT créée en 1946, qui est dirigé par Alan Kotok, Peter Samson, et Bob Saunders. Parmi ces jeux figurent Tic-Tac-Toe et Mouse in the Maze. Tic-Tac-Toe permet à un joueur d'affronter l'ordinateur sur le jeu du morpion, grâce à un crayon optique avec lequel il interagit directement sur l'écran,,. Mouse in the Maze permet au joueur d'utiliser aussi un crayon optique afin de dessiner le dédale de couloirs que la souris dirigée par l’ordinateur doit emprunter afin de retrouver les morceaux de fromage disséminés. Une version ultérieure du jeu remplace le fromage par des verres de Martini, rendant le comportent du rongeur plus erratique,. Les simulations militaires des années 1950 incitent à la création de programmes beaucoup plus évolués dans le civil nécessitant peu d'interventions humaines, notamment The Management Game en 1958, par Carnegie Tech à Pittsburgh. C'est un jeu de gestion d'entreprise simulant une bataille de marché entre trois fabricants de détergents. Au début des années 1960, près de quatre-vingt-dix simulations sont utilisées,. À la fin de la décennie, malgré le développement de plusieurs jeux vidéo, l'industrie vidéoludique n'existe toujours pas et aucun commerce est effectué. Chacune des créations a été développée sur une seule ou en tant que machine unique, ayant un but spécifique et les quelques simulations existantes ne sont pas non plus destinées à un usage commercial, ni pour le divertissement.

## Essor des jeux vidéo
En 1961, le MIT fait l'acquisition d'un mini-ordinateur DEC PDP-1, le successeur du TX-0, qui comporte également un écran à affichage vectoriel. La taille relativement réduite et la vitesse de traitement du PDP-1 permettent à l'université, comme pour le TX-0, d'en donner l'accès aussi bien à ses employés qu'à ses étudiants de premier cycle, qui peuvent écrire des programmes sur l'ordinateur, ceux-ci pouvant être non-académiques à chaque fois qu'il n'est pas utilisé. En 1961-1962, les employés de l'université Harvard et du MIT Martin Graetz, Steve Russell, et Wayne Wiitanen créent le jeu Spacewar! sur le PDP-1, en s'inspirant des romans de science-fiction tel que le Cycle du Fulgur,. Le jeu est porté sur de nombreux mini-ordinateurs de l'époque dans les institutions universitaires américaines, ce qui fait de lui le premier jeu disponible à l'extérieur d'un centre de recherche.
Le jeu permet à deux joueurs de s'affronter dans un combat spatial, où chacun d'entre eux pilote un vaisseau replacé dans un champ spatial étoilé, généré aléatoirement,. Le jeu est développé selon trois préceptes : utiliser autant de ressources informatiques que possible, être toujours intéressant (chaque phase doit donc être différente) et être amusant (et donc un jeu). Spacewar! autorise le jeu multijoueur car les capacités de l'ordinateur permettent d'afficher le jeu en temps réel, mais les ressources restantes sont insuffisantes pour gérer le comportement et les déplacements d'un des vaisseaux. Après le développement initial du jeu, les membres de la TMRC améliorent le jeu en rajoutant un champ stellaire et un objet céleste gravitationnel, puis le diffusent sur quelques dizaines de PDP-1 dans d'autres universités. Ce processus de propagation s'étend pendant les quelques années qui suivent.
Étant donné que l'utilisation de l'ordinateur sur de longues périodes est inconfortable, Kotok et Saunders créent un contrôleur de jeu à distance, soit une manette de jeu. Spacewar! est selon certaines déclarations utilisé par les techniciens de DEC pour tester les nouveaux mini-ordinateurs PDP-1 avant leur livraison, car le jeu est le seul programme disponible utilisant tous les aspects matériels du PDP-1. Même si le jeu est généralisé pour son époque, sa portée reste encore très limitée. Au début des années 1960, un PDP-1 coûte 120 000 dollars américains et seulement 55 sont vendus, la plupart sans moniteur, ce qui a souvent empêché Spacewar! ou un autre jeu de pouvoir être utilisé au-delà d'un public universitaire restreint,. The New York Times rapporte en 2002 que Russel aurait déclaré que l'aspect du jeu dont il est le plus satisfait est le nombre d'autres programmeurs qu'il a inspirés et poussés à écrire leurs propres jeux.

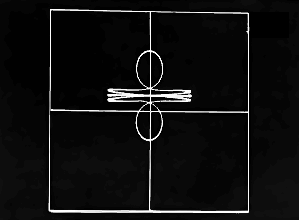
Le développement de Space Travel en 1969 conduit en partie au développement du système d'exploitation Unix.

Même si le marché des jeux commerciaux, et des logiciels en général, est très restreint en raison du coût élevé des ordinateurs, ce qui limite leur propagation aux institutions de recherche et aux grandes entreprises, plusieurs jeux sont toujours créés par des programmeurs et distribués par les fabricants d'ordinateurs. Un certain nombre d'entre eux peuvent être trouvés dans le catalogue de programmes d'IBM d'avril 1962 (en collaboration avec le groupe d'utilisateurs Digital Equipment Computer Users' Society, DECUS). Parmi ceux-ci figurent les jeux comme BBC Vik The Baseball Demonstrator ou Three Dimensional Tic-Tack-Toe. Après l'essor de Spacewar! d'autres jeux informatiques sont également développés et distribués par des programmeurs dans les universités durant les années qui suivent. Ces jeux comprennent le Socratic System, un jeu de questions et réponses créé par Wallace Feurzeig en 1962, qui permet d'enseigner aux étudiants en médecine comment diagnostiquer les patients et un jeu de dés créé par Edward Steinberger en 1965,.
La création d'un langage de programmation de haut niveau comme le BASIC, utilisable sur différentes configurations matérielles, permet aux programmes de ne pas être écrits pour un seul ordinateur spécifique. Les jeux écrits dans ce langage se propagent comme une traînée de poudre auprès des joueurs dans la communauté des programmeurs. Parmi ces jeux écrits en BASIC figurent en particulier Baseball, une simulation de baseball par John Kemeny en 1965, un jeu de loto créé par Larry Bethurum en 1966, Basketball, une simulation de basket-ball programmée par Charles R. Bacheller en mai 1967, une simulation de baseball simulant le World Series de 1967 par Jacob Bergmann en août 1967, Space Travel programmé en 1969 par Ken Thompson pour le système d'exploitation Multics qui conduit en partie au développement du système d'exploitation Unix, et Hamurabi, un jeu en mode texte écrit en FOCAL par Doug Dyment en 1968 et porté en BASIC par David H. Ahl en 1969, qui est considéré comme l'un des premiers jeux vidéo de stratégie. Hamurabi, Space Travel et d'autres jeux sur ordinateur central qui sont écrits à la même époque, se propagent au-delà de leur plate-forme grâce au BASIC.

## Une industrie nouvelle

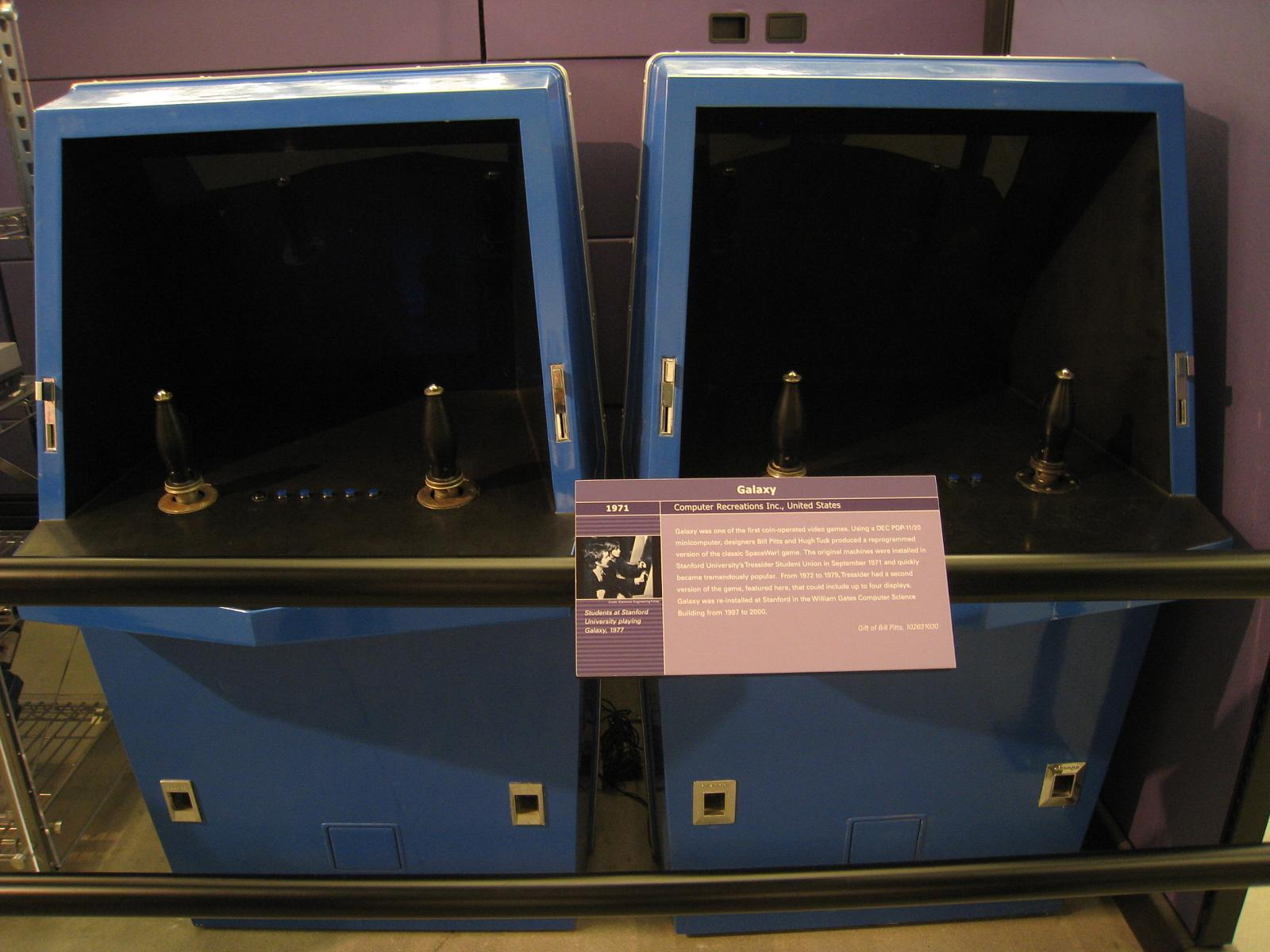
Galaxy Game est l'un des premiers jeux d'arcade.

Au début des années 1970, les jeux vidéo existent seulement en tant que nouveautés circulant entre programmeurs et les techniciens ayant accès aux ordinateurs, principalement dans les établissements de recherche et les grandes entreprises. Dans cette nouvelle décennie, l'histoire des jeux vidéo entre dans une nouvelle ère, cependant avec la montée de l'industrie du jeu vidéo commercial. En 1971, Bill Pitts et Hugh Tuck développent à l'université Stanford un jeu sur ordinateur équipé d'un monnayeur, Galaxy Game, qui utilise un ordinateur DEC PDP-11 à affichage vectoriel. Ils s'inspirent du jeu Spacewar!, Tuck remarque en 1966 en y jouant qu'une version avec monnayeur serait un succès. Un tel projet est cependant impossible à réaliser en 1966 à cause du coût prohibitif des ordinateurs. Mais en 1969, DEC commercialise son PDP-11 au prix de 20 000 dollars américains. Bien que cette somme soit beaucoup trop élevée pour produire un jeu commercialement viable (les jeux d'arcade de l'époque coûtent environ 1 000 dollars), Pitts et Tuck estime le coût assez bas, et construisent un prototype afin de déterminer l'intérêt potentiel et le prix optimal par partie. Seuls des prototypes sont construits, toutefois le second d'entre eux est modifié afin d'accueillir huit jeux. Après sa première installation à Stanford en septembre 1971, les développeurs rencontrent Nolan Bushnell, qui les informent qu'il est en train de créer son propre jeu à un coût bien plus bas,.

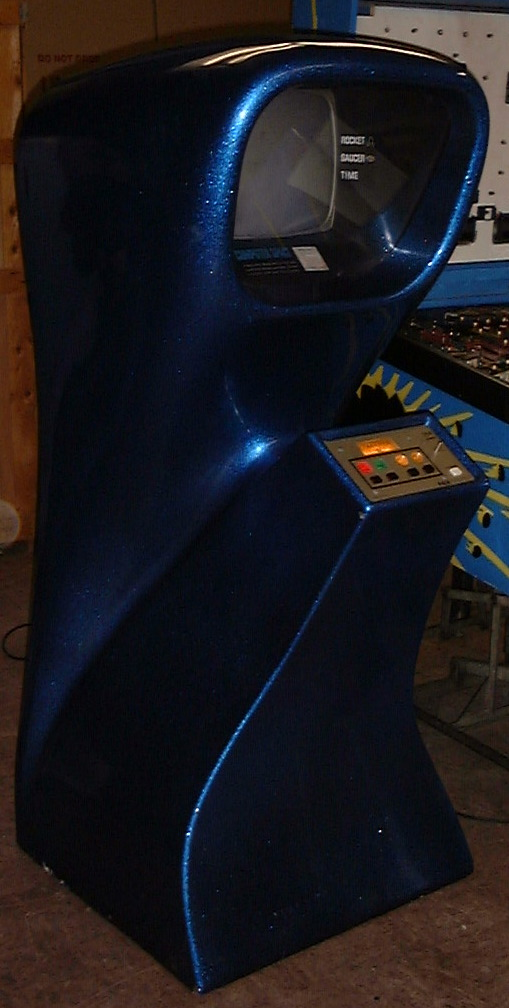
Computer Space est le premier jeu d'arcade à être mis en vente dans le commerce et le premier jeu vidéo à être largement déployé.

Ce jeu est Computer Space, développé par Bushnell et Ted Dabney. Durant le développement, ils découvrent le Data General Nova, un ordinateur coûtant 4 000 dollars, qu'ils pensent être assez puissant pour exécuter quatre jeux Spacewar en même temps. Il se révèle cependant n'être pas assez puissant pour le projet. En étudiant la possibilité de remplacer une partie de l'ordinateur par du matériel spécialement conçu, Bushnell et Dabney constatent que construire un système dédié pour exécuter ce jeu plutôt que des programmes généraux est beaucoup moins onéreux, soit seulement 100 dollars,. En 1971, lorsque Bushnell rencontre Pitts et Tuck, une version prototype est présentée avec succès en août 1971 pendant une courte période dans une bar local. La conception est presque terminée et Bushnell et Dabney viennent de fonder une entreprise du nom de Syzygy, centrée sur cette activité. Bushnell a également trouvé un fabricant pour le jeu, Nutting Associates, qui est chargé de la réalisation de la borne finale et de leur vente auprès des distributeurs. Bushnell estime que Galaxy Game n'a pas été un véritable concurrent de Computer Space, à cause de son prix élevé. Pitts et Tuck croient cependant que, malgré l'argument économique, leur jeu est meilleur, car ils considèrent Galaxy Game comme une véritable amélioration de Spacewar!, alors que Computer Space n'en est qu'une pâle imitation. Pourtant, certains joueurs de l'époque ont cependant estimé que Galaxy Game n'est vraiment qu'une autre version de Spacewar!. La mise sur le marché des prototypes de Galaxy Game, avec un prix par partie minime, est cependant très populaire. Toutefois, le jeu ne passe jamais en production, puis le duo Pitts et Tuck abandonne le concept, après la dépense de 65 000 dollars dans le développement. L'arrêt de l'activité est décidée en raison du coût trop élevé et de l'absence d'un plan d'affaires.

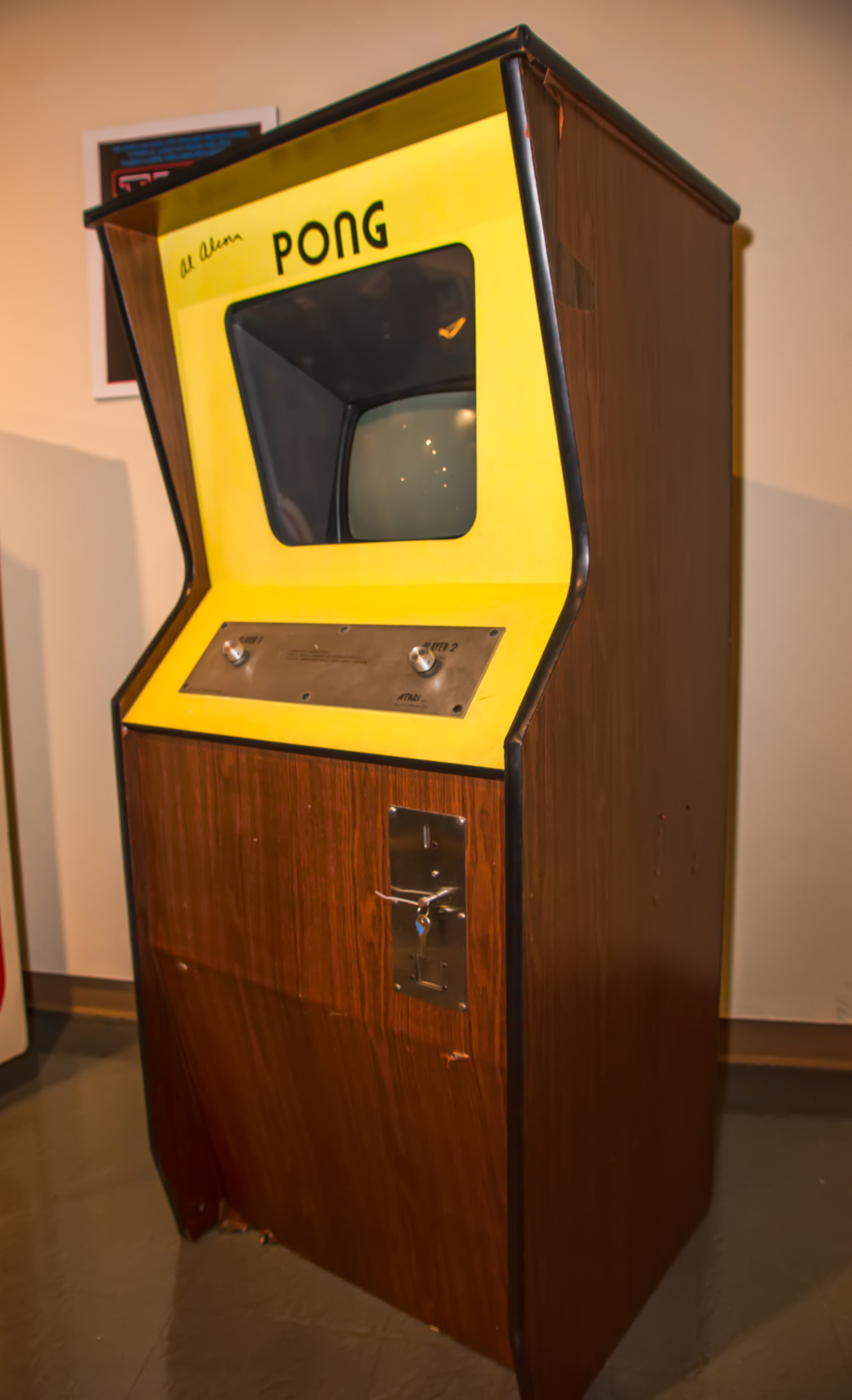
Pong a contribué à l'émergence d'un nouveau chapitre de l'histoire du jeu vidéo.

Deux mois après la mise en place de Galaxy Game, Computer Space est mis sur le marché. C'est le premier jeu d'arcade, équipé d'un monnayeur, à être mis en vente dans le commerce ; il est également le premier jeu vidéo à être largement déployé. Bien qu'il fasse recette à proximité des campus d'étudiants, il est vraiment très peu rentable dans les bars et les arcades, où les flippers et les jeux d'arcade classiques sont traditionnellement exploités. Malgré un certain succès commercial, qui rapporte plus d'un million de dollars, le jeu ne répond pas pleinement aux attentes que Nutting Associates place en lui, espérant écouler plus de 1 500 bornes,. Bushnell et Dabney se mettent immédiatement à travailler sur un autre jeu, en utilisant la même conception d'écran que Computer Space, puis fondent leur propre entreprise nommée Atari Inc., afin de soutenir leurs projets. Le premier projet que le duo prévoit de créer est un jeu de course. Cependant, leur premier employé, Allan Alcorn, prend une suggestion de Bushnell, un jeu de ping-pong, la développe pour créer un jeu qu'Atari exploite sans attendre, Pong. Atari ne parvient pas à trouver de fabricants, mais le succès lors du test du prototype qu'ils ont construit pousse le duo à décider de créer eux-mêmes les bornes d'arcade. Pong est commercialisé en novembre 1972, soit un an après Computer Space. C'est un succès commercial immédiat, la borne se vend à 8 000 unités. Le jeu suscite la création et la vente de nombreux clones et imitations à travers le monde, notamment en Amérique du Nord, en Europe et au Japon, et conduit à la vulgarisation du jeu vidéo,.
En cette même année 1972, Magnavox commercialise sa Odyssey, la première console de jeux vidéo de l'histoire, qui peut être connectée à une télévision. Son inventeur, Ralph Baer aurait, selon ses propres révélations, initialement eu l'idée d'intégrer un jeu interactif dans une télévision en 1951. Incapable de réaliser un tel système avec les contraintes technologiques de l'époque, il développe en 1966 un système permettant de se brancher sur une télévision, et qui affiche des jeux vidéo, grâce à un système de cartouche. Ce prototype, le dernier d'une série de sept, appelé Brown Box, est adapté et produit par Magnavox qui obtient une licence. La console est annoncée en mai 1972, puis mise sur le marché en septembre de la même année. La console et ses jeux présentent de nombreuses innovations, au-delà d'être le premier système de jeu destiné au marché du jeu à domicile. C'est les premiers jeux à utiliser un système d'affichage matriciel, une télévision, directement produit par transformation du signal vidéo. C'est aussi le premier système de jeux vidéo à fonctionner sur une télévision du commerce. L'Odyssey se vend à 100 dollars à sa sortie, conjointement avec plusieurs jeux, en particulier Table tennis. Bushnell en voit justement une démonstration avant la sortie de la console, ce qui lui inspire la création de Pong. La console se vend à plus de 100 000 unités en 1972 et culmine à 350 000 ventes à la fin de l'année 1975, soutenu par la popularité du jeu Table tennis et entrainé par le succès de Pong,. Pong et l'Odyssey ouvrent une nouvelle ère du jeu vidéo, qui voit de nombreux concurrents se lancer dans l'industrie du jeu vidéo au fur et à mesure que grandit le succès de celle-ci.